# Louis Marchand

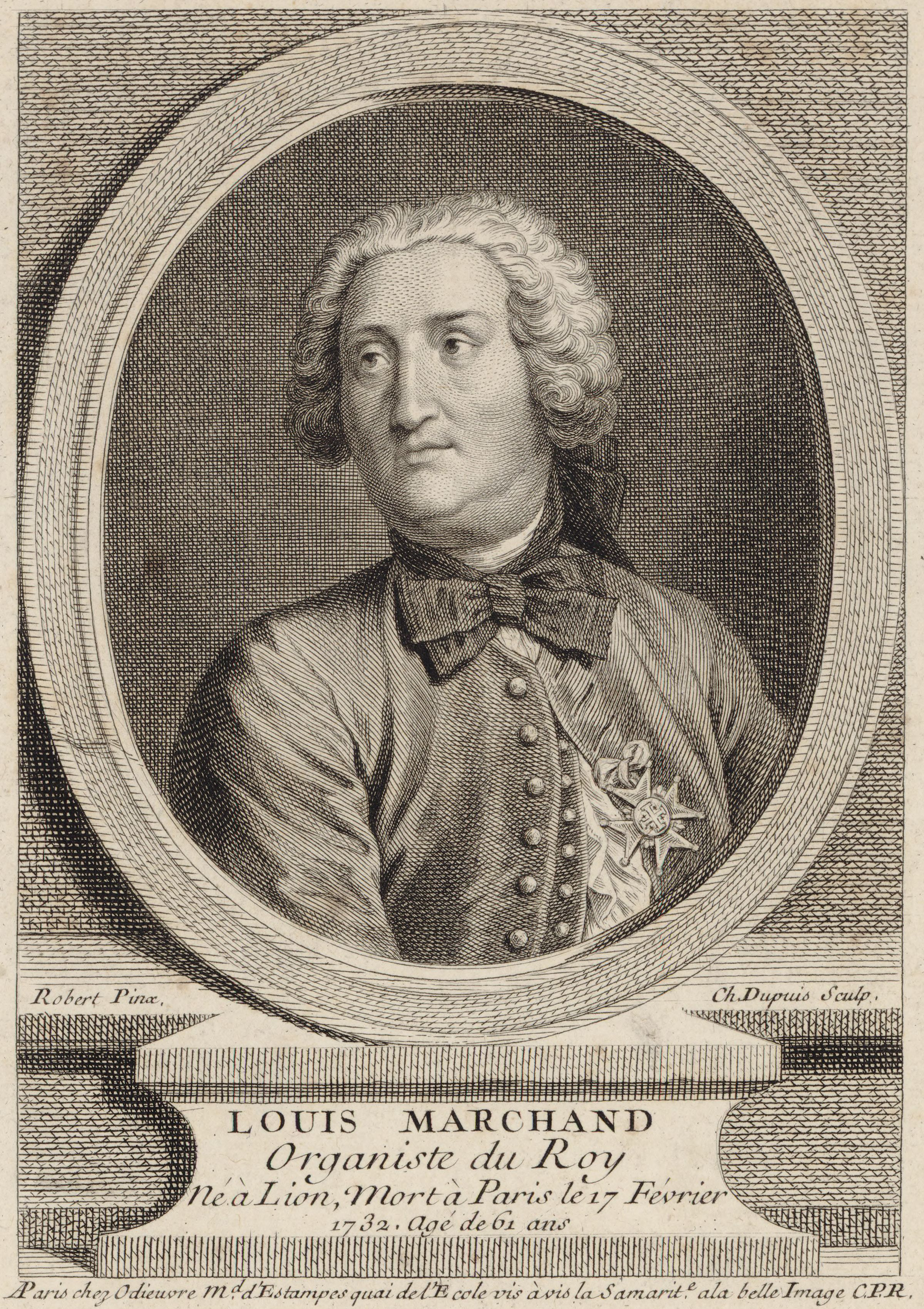
Louis Marchand

Louis Marchand (Lyon, 2 februari 1669 - Parijs, 17 februari 1732) was een Frans orgel-componist, klavecinist en componist uit de barok en organist Parijs.
Hij gaf waarschijnlijk les aan Guilain.